# Vera Cruz do Oeste
Vera Cruz do Oeste ist ein brasilianisches Munizip im Westen des Bundesstaats Paraná. Es hat 8.215 Einwohner (2022), die sich Vera-Cruzenser nennen. Seine Fläche beträgt 327 km². Es liegt 632 Meter über dem Meeresspiegel.

## Etymologie
Der Name der Stadt wurde von Antônio Villas Boas gewählt, dem Gründer von Vera Cruz do Oeste. Er war der Meinung, dass die erste in der Stadt gefeierte Messe am 22. September 1965 genau so ablief wie die allererste Messe in Brasilien am 22. April 1500. Daher beschloss der Pionier, der Stadt den ersten Namen Brasiliens, Terra da Vera Cruz, zu geben.

## Geschichte

### Besiedlung
Im Jahr 1960 gab es im Norden der Gemeinde Céu Azul einen großen Migrationsstrom aus dem Norden des Bundesstaates Paraná und aus ganz Brasilien. Dies war darauf zurückzuführen, dass in der Gleba Rio Quarto (die zuvor als umstrittenes Gebiet galt) Grundstücke verkauft wurden.
Um andere Pioniere am Betreten der Region zu hindern, wurde an der damals einzigen Zufahrtsstraße, der heutigen PR-488, ein großes Holztor errichtet, das von angeheuerten Jagunços (bewaffneten Torhütern) bewacht wurde und dem Ort schließlich den Namen Portão (Tor) einbrachte. Viele Familien umgingen jedoch die Barrieren und drangen mit ihrem gesamten Hab und Gut kilometerweit in den Wald ein, um sich an weiter entfernten Orten niederzulassen.
Die Aufteilung der Grundstücke für die Kolonisierung wurde durch die Firma Bentem und den Banco do Estado do Paraná vorgenommen. Nach der Erschließung im Jahr 1964 gründete Antonio Villas Boas die Stadt.

### Erhebung zum Munizip
Vera Cruz do Oeste wurde durch das Staatsgesetz Nr. 7629 vom 27. Dezember 1979 aus Céu Azul ausgegliedert und in den Rang eines Munizips erhoben. Es wurde am 1. Februar 1983 als Munizip installiert.

## Geografie

### Fläche und Lage
Vera Cruz do Oeste liegt auf dem Terceiro Planalto Paranaense (der Dritten oder Guarapuava-Hochebene von Paraná). Seine Fläche beträgt 327 km². Es liegt auf einer Höhe von 632 Metern.

### Vegetation
Das Biom von Vera Cruz do Oeste ist Mata Atlântica.

### Klima
Das Klima ist gemäßigt warm. Es werden hohe Niederschlagsmengen verzeichnet (1.777 mm pro Jahr). Im Jahresdurchschnitt liegt die Temperatur bei 21,0 °C. Die Klimaklassifikation nach Köppen und Geiger lautet Cfa.

### Gewässer
Vera Cruz do Oeste liegt im Einzugsgebiet des Paraná. Dessen linker Nebenfluss Rio São Francisco Falso (Braço Norte) bildet die nördliche Grenze des Munizips.

### Straßen
Vera Cruz do Oeste ist über die PR-488 mit Diamante d’Oeste im Westen und mit der BR-277 im Süden verbunden. Über die PR-585 kommt man im Norden nach Toledo.

### Nachbarmunizipien
|                  | São Pedro do Iguaçu                         |  |
| Diamante d’Oeste | Kompassrose, die auf Nachbargemeinden zeigt |  |
|                  | Céu Azul                                    |  |

## Stadtverwaltung
Bürgermeister: Marcos Vilas Boas Pescador, PROS (2021–2024)
Vizebürgermeister: Ahmad Issa, PTB (2021–2024)

## Demografie

### Bevölkerungsentwicklung
| Jahr | Einwohner | Stadt | Land |
| ---- | --------- | ----- | ---- |
| 1991 | 11.370    | 58 %  | 42 % |
| 2000 | 9.651     | 72 %  | 28 % |
| 2010 | 8.973     | 76 %  | 24 % |
| 2022 | 8.215     |       |      |

Quelle: IBGE, bis 2010: Volkszählungen und Volkszählung 2022

### Ethnische Zusammensetzung
| Gruppe * | 1991    | 2000    | 2010    | wer sich als …                                                                   |
| --- | ------- | ------- | ------- | -------------------------------------------------------------------------------- |
| Weiße | 69,4 %  | 68,0 %  | 57,7 %  | weiß bezeichnet                                                                  |
| Schwarze | 2,6 %   | 7,5 %   | 2,4 %   | schwarz bezeichnet                                                               |
| Gelbe | 0,8 %   | 0,5 %   | 1,3 %   | von fernöstlicher Herkunft wie japanisch, chinesisch, koreanisch etc. bezeichnet |
| Braune | 27,1 %  | 23,6 %  | 38,5 %  | braun oder als Mischung aus mehreren Gruppen bezeichnet                          |
| Indigene | 0,0 %   | 0,1 %   | 0,0 %   | Ureinwohner oder Indio bezeichnet                                                |
| ohne Angabe | 0,1 %   | 0,3 %   | 0,0 %   |                                                                                  |
| Gesamt | 100,0 % | 100,0 % | 100,0 % |                                                                                  |
| *) Das IBGE verwendet für Volkszählungen ausschließlich diese fünf Gruppen. Es verzichtet bewusst auf Erläuterungen. Die Zugehörigkeit wird vom Einwohner selbst festgelegt. |         |         |         |                                                                                  |

Quelle: IBGE (Stand: 1991, 2000 und 2010)

## Wirtschaft

### Kennzahlen
Mit einem Bruttoinlandsprodukt pro Einwohner von 27.934,28 R$ bzw. rund 6.200 € lag Vera Cruz do Oeste 2019 an 207. Stelle der 399 Munizipien Paranás.
Sein mittelhoher Index der menschlichen Entwicklung von 0,699 (2010) setzte es auf den 239. Platz der paranaischen Munizipien.